# União Desportiva Vilafranquense
La União Desportiva Vilafranquense fue un club de fútbol de Portugal que jugó en la Liga de Honra, la segunda división de fútbol en el país.

## Historia
Fue fundado el 12 de abril de 1957 en la ciudad de Vila Franca de Xira de la región de Lisboa a raíz de la fusión de 4 equipos de la ciudad: Operário, Águia, Hóquei y Ginásio con el fin de crear a un equipo más competitivo en la región que tener a 4 equipos separados de bajo nivel.
La sección de fútbol es actualmente dirigida por la UDV Futebol SAD, una sociedad anónima creada recientemente y que suya meta ha sido la de cambiar la organización equilibrando el aspecto deportivo con el económico, ya que antes de eso, el club tuvo como mayor logro el jugar en la desaparecida Segunda División de Portugal a inicios del siglo XXI.
En la temporada 2018/19 termina como subcampeón del Campeonato de Portugal, con lo que logra por segunda vez el ascenso a la Liga de Honra, la segunda división nacional.
Debido a que el Campo do Cevadeiro no reunía las condiciones para jugar en la Liga de Honra, el Vilafranquense tuvo que usar como sede un estadio ubicado a 50 kilómetros de distancia, el Estádio Municipal en Rio Maior.
Luego de finalizar la temporada 2022–23, el UD Vilafranquense se mudó a Aves y se fusionaron para crear al AVS Futebol SAD para jugar en la temporada 2023–24.

## Palmarés
- Tercera División de Portugal: 1

2011/12
- Copa de Lisboa: 1

2011/12
- Liga Regional de Lisboa: 1

2015/16
- Segunda Liga de Lisboa: 1

2013/14